# Orphnebius paucisetosus
Orphnebius paucisetosus – gatunek chrząszcza z rodziny kusakowatych i podrodziny Aleocharinae.
Gatunek ten opisany został w 2009 roku przez Volkera Assinga na podstawie pojedynczego samca, odłowionego w 2003 roku.
Chrząszcz o ciele długości 4,7 mm. Głowa 1,25 raza szersza niż dłuższa, czarna, o asymetrycznych czułkach. Drugi i trzeci człon czułków nieco jaśniejsze od pozostałych. Przedplecze czarne, szersze od głowy, 1,25 raza szersze niż dłuższe, w przekroju poprzecznym słabo wypukłe, na brzegach bocznych bez czarnych szczecin. Odnóża o czarniawych udach, ciemnobrązowych goleniach i rudobrązowych stopach. Odwłok jaskrawo jasnorudy. U samca dziewiąty i dziesiąty człon odwłoka zmodyfikowane, gęsto, czarno owłosione. Edeagus o smukłym płacie środkowym ze smukłym, długim, w widoku bocznym wierzchołkowo silnie łukowato ku górze wygiętym, a w widoku spodnim nieco ściętym wyrostkiem brzusznym. Paramery o dość masywnym kondylicie i z czterema szczecinkami przedwierzchołkowymi na paramericie.
Kusak znany tylko z miejsca typowego, położonego na wysokości 1800 m n.p.m. w nepalskim dystrykcie Taplejung.